# President's Daily Brief
Pour les articles homonymes, voir PDB.

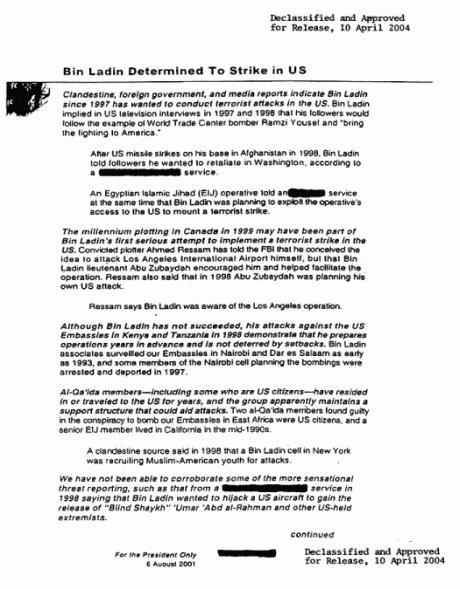
1re page du President's Daily Brief du 6 août 2001, intitulé Bin Ladin Determined To Strike in US, le premier à avoir été déclassifié en 2004.

Le President's Daily Brief (PDB) est un document présenté chaque matin au président des États-Unis, contenant un résumé d'informations classifiées en lien avec la sécurité nationale, collectées par différentes agences de renseignement américaines.
En 2005, la responsabilité de la rédaction de ce mémo est transférée du directeur de la CIA au directeur du renseignement national.